# بلدرچین رخ‌گندمی
بلدرچین رخ‌گندمی (نام علمی: Rhynchortyx cinctus) نام یک گونه از تیره بلدرچین بر جدید است.